# Stoßspannungsgenerator
Ein Stoßspannungsgenerator ist ein elektrisches Gerät zur periodischen Erzeugung von Hochspannungsimpulsen, welche zu Prüf- und Messzwecken eingesetzt werden. Stoßspannungsgeneratoren mit mehreren Megavolt sind als Marx-Generator ausgeführt und werden zur Materialprüfung, wie der Ermittlung der Durchschlagsfestigkeit und Isoliereigenschaften in Hochspannungslaboren verwendet. Kleinere, mobile Stoßspannungsgeneratoren mit Prüfspannungen von 3 kV bis über 30 kV (englisch „Thumper“) werden auch in Fahrzeugen eingebaut und dienen der Fehlerlokalisierung bei erdverlegten Hochspannungskabeln im Rahmen von Instandsetzungsarbeiten in Stromnetzen.

## Fehlerlokalisierung bei Erdkabeln

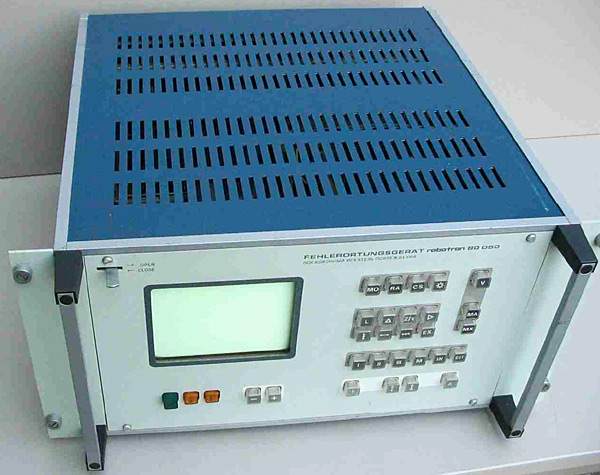
Stoßspannungsgenerator zur Kabelfehlerortung

Der genaue Fehlerort kann bei Erdverlegung nicht einfach optisch ermittelt werden, außerdem sollen aufwändige und teure Grabungsarbeiten zur Suche der Fehlerstelle vermieden werden, weshalb eine Kabelfehlerortung nötig ist.
Der mobile Stoßspannungsgenerator wird von einem Fahrzeug aus an geeigneter Stelle wie einem Klemmkasten mit der abgeschalteten, defekten Leitung und Erde verbunden. Er lädt in regelmäßigen Intervallen von einigen Sekunden einen Hochspannungskondensator und gibt dessen Energie in kurzer Zeit ab. Dabei kommt es an der fehlerhaften Kabelstelle kurzzeitig zu einem Lichtbogen, wobei die Hochspannung schlagartig einbricht.
Dieser Spannungseinbruch breitet sich in Form einer Welle entlang der Leitung mit einer konstanten Geschwindigkeit aus. Durch Messung der Zeitdauer und Kenntnis der Kabelverlegung lässt sich über die Laufzeit die Position der Störstelle von der Position der Einspeisung grob ermitteln, typisch ist eine räumliche Auflösung von einigen 10 m bis zu 100 m, abhängig nach Entfernung von der Fehlerstelle und den verfügbaren Daten über die genaue Erdkabelführung.
Eine genauere Ortung erfolgt dann in dem ermittelten Bereich mittels Bodenmikrofon, mit dem man den an der Fehlerstelle auftretenden Lichtbogen in Form eines Knalls wahrnehmen kann. Werden zur Ortung zwei Bodenmikrofone in entsprechendem Abstand und Messgeräte mit nachgelagerter Signalverarbeitung eingesetzt, kann damit die Fehlerstelle auf wenige 10 cm genau lokalisiert werden. An jener ermittelten Stelle können die Grabungsarbeiten gezielt beginnen, um den defekten Kabelabschnitt auszutauschen.